# V-Cube 7

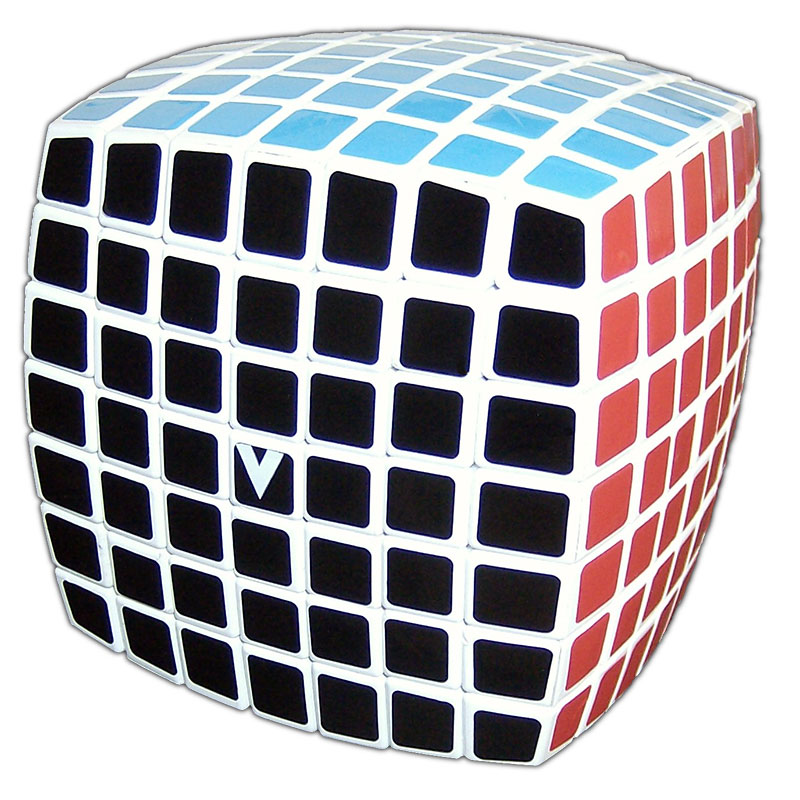
O V-Cube 7

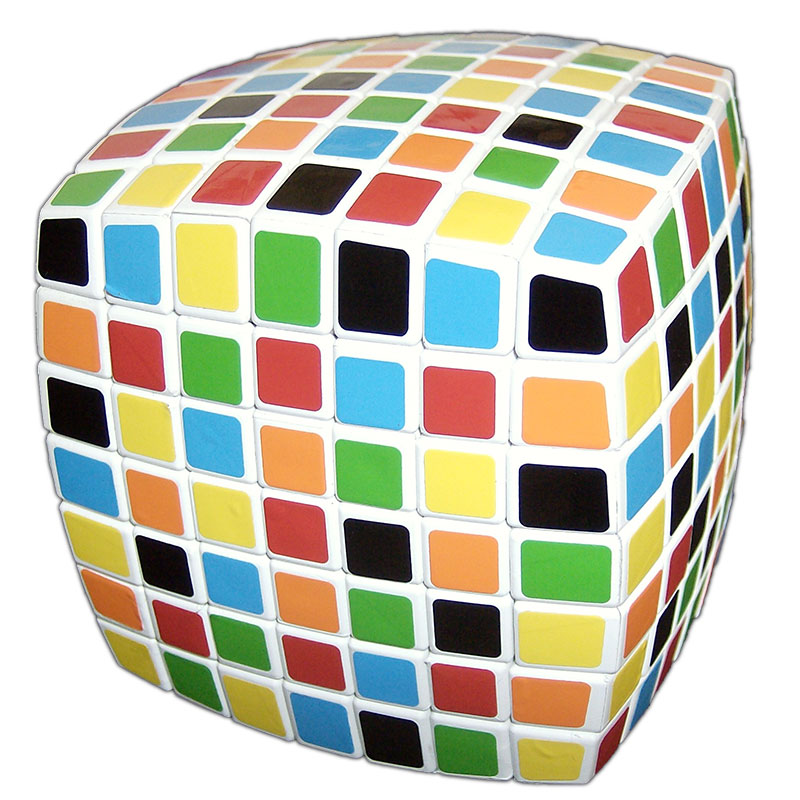

O V-Cube 7 é um quebra-cabeça de combinação na forma de um cubo 7 × 7 × 7. O primeiro 7 × 7 × 7 produzido em massa foi inventado por Panagiotis Verdes e é produzido pela empresa grega Verdes Innovations SA. Outros desses quebra-cabeças já foram introduzidos por várias empresas chinesas, algumas das quais têm mecanismos que melhoram o original. Como o 5 × 5 × 5, o V-Cube 7 possui facetas centrais fixas e móveis.

## Mecânica

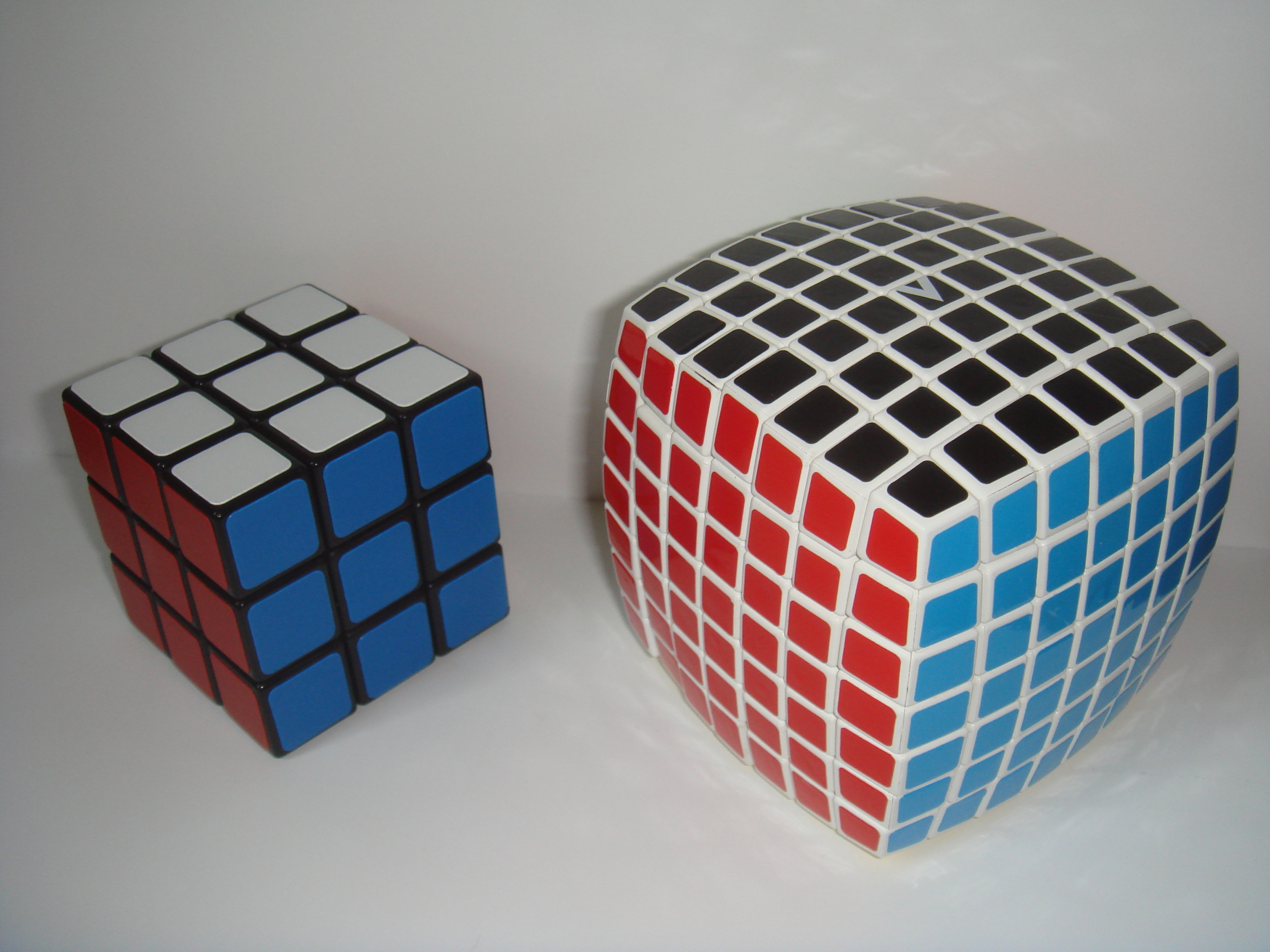
Uma comparação de tamanho entre um cubo "comum" de 3x3x3 e um cubo em V de 7x7x7

O quebra-cabeça consiste em 218 cubos em miniatura únicos ("cubies") na superfície. Seis desses (os ladrilhos centrais das seis faces) são fixados diretamente no quadro "aranha" interno e são fixados em posição um em relação ao outro. O V-Cube 6 usa essencialmente o mesmo mecanismo, exceto que no segundo as linhas centrais, que mantêm o resto das peças juntas, são completamente escondidas.
Existem 150 peças de centro que mostram uma cor cada, 60 peças de ponta que mostram duas cores cada, e oito peças de canto que mostram três cores cada. Cada peça (ou quinteto de peças de borda) mostra uma combinação única de cores, mas nem todas as combinações estão presentes (por exemplo, não há peças com os lados vermelho e laranja, pois vermelho e laranja estão em lados opostos do Cubo resolvido). A localização desses cubos em relação um ao outro pode ser alterada torcendo as camadas externas do Cubo 90 °, 180 ° ou 270 °, mas a localização dos lados coloridos em relação um ao outro no estado completo do quebra-cabeça não pode ser alterada : é fixo pelas posições relativas dos quadrados centrais fixos e pela distribuição das combinações de cores nas arestas e nos cantos.
Atualmente, o V-Cube 7 é produzido com base de plástico branco, com vermelho na cor laranja, azul na cor verde e amarelo na cor preta. A Verdes e outros fabricantes também vendem cubos com plástico preto e um rosto branco, com as outras cores permanecendo as mesmas, e versões de plástico sólido com o plástico da própria cor e sem adesivos. A peça central preta ou branca fixa é marcada com o logotipo do fabricante, que é V em cubos por Verdes. Variações de bandeira de 7 × 7, incluindo Alemanha, Polônia e Rússia, também são vendidas pela Verdes.
Ao contrário do V-Cube 6, o V-Cube 7 é visivelmente arredondado. Esta partida de uma verdadeira forma de cubo é necessária, uma vez que o mecanismo usado neste quebra-cabeça não funcionaria adequadamente com camadas de espessura idêntica. Outros meios (como ímãs) seriam necessários. Observe a partir da imagem à direita que se um 7 × 7 × 7 fosse construído com camadas de espessura idêntica, as peças de canto (mostradas em vermelho) perderiam contato com o resto do quebra-cabeça quando um lado fosse girado 45 graus. O V-Cube 6 e o V-Cube 7 resolvem o problema usando camadas externas mais espessas. A forma arredondada do V-Cube 7 resulta em adesivos de canto que são semelhantes em tamanho aos adesivos centrais, o que ajuda a esconder a espessura desigual.
Cubos de outros fabricantes podem ser encontrados com lados arredondados ou planos, mas todos usam camadas externas mais grossas.

## Permutações

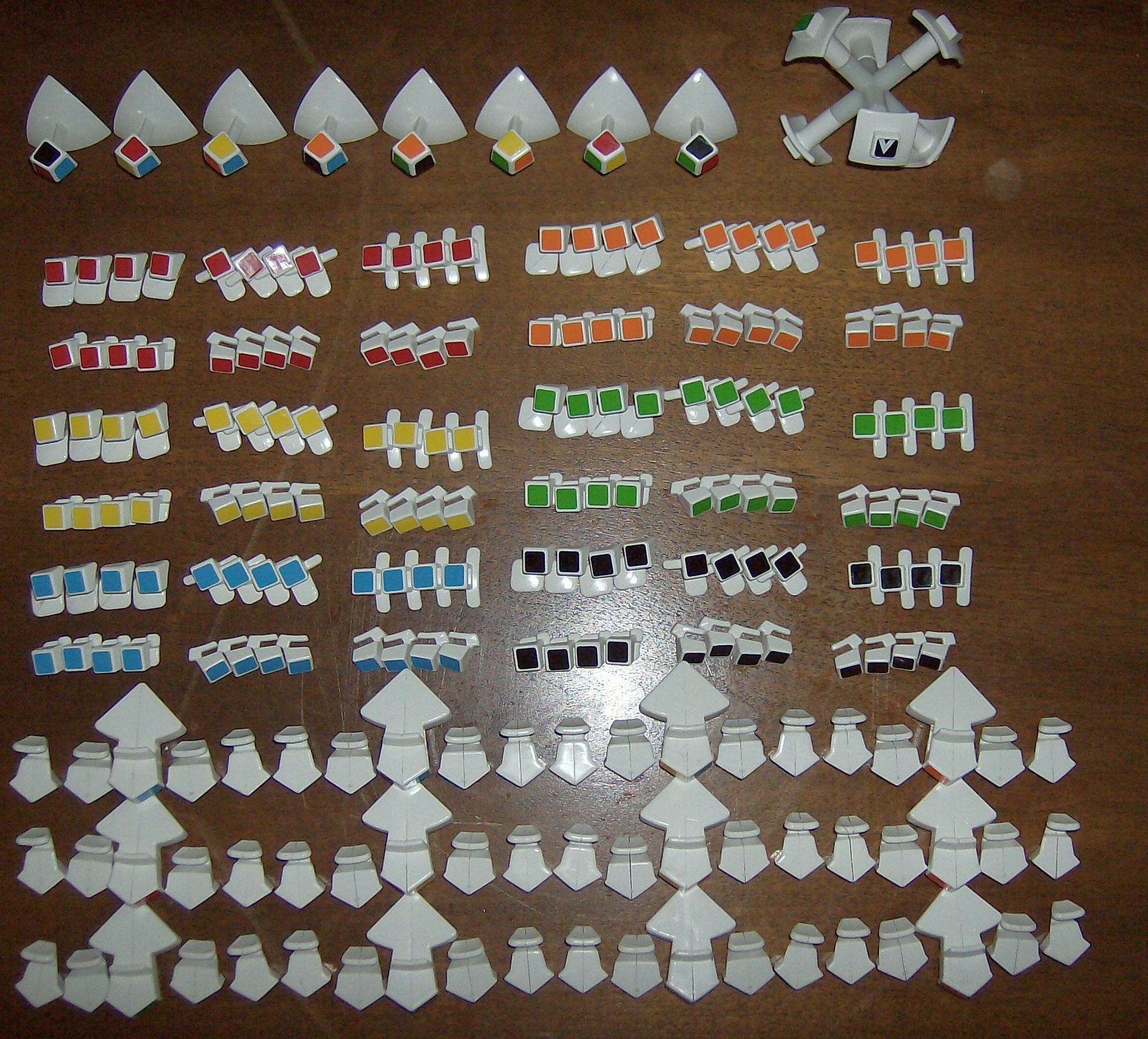
Um V-Cube 7 desmontado.

Existem 8 "cubies" de canto, 60 arestas e 150 centros (6 fixos, 144 móveis).
Qualquer permutação dos cantos é possível, incluindo permutações ímpares. Sete dos cantos podem ser girados independentemente, e a orientação do oitavo depende dos outros sete, dando 8 combinações × 37.
Existem 144 centros móveis, consistindo de seis conjuntos de 24 peças cada. Dentro de cada conjunto existem quatro centros de cada cor. Centros de um conjunto não podem ser trocados com os de outro conjunto. Cada conjunto pode ser organizado em 24! jeitos diferentes. Assumindo que os quatro centros de cada cor em cada conjunto são indistinguíveis, o número de permutações de cada conjunto é reduzido para 24! / (246) arranjos, todos os quais são possíveis. O fator redutor ocorre porque existem 24 (4!) Maneiras de organizar as quatro peças de uma determinada cor. Isto é elevado à sexta potência porque existem seis cores. O número total de permutações de todos os centros móveis é a permutação de um único conjunto elevado à sexta potência, 24! 6 / (2436).
Existem 60 arestas, consistindo de 12 arestas centrais, 24 intermediárias e 24 externas. As bordas centrais podem ser invertidas, mas o restante não pode (porque a forma interna das peças é assimétrica), nem uma borda de um conjunto pode trocar de lugar com um de outro conjunto. As cinco bordas em cada quinteto de correspondência são distinguíveis, uma vez que as arestas não centrais correspondentes são imagens espelhadas uma da outra. Existem 12 maneiras / 2 para organizar as bordas centrais, uma vez que uma permutação ímpar dos cantos implica uma permutação ímpar dessas peças também. Existem 211 maneiras de serem invertidas, uma vez que a orientação da décima segunda borda depende dos onze anteriores. Qualquer permutação das bordas intermediárias e externas é possível, incluindo permutações ímpares, dando 24! arranjos para cada conjunto ou 24! 2 total, independentemente da posição ou orientação de quaisquer outras peças.
Isto dá um número total de permutações de
{\displaystyle {\frac {8!\times 3^{7}\times 12!\times 2^{10}\times 24!^{8}}{24^{36}}}\approx 1.95\times 10^{160}}
O número inteiro é 19 500 551 183 731 307 835 329 126 754 019 748 794 904 992 692 043 434 567 152 132 912 323 232 706 135 469 180 065 278 712 755 853 360 682 328 551 719 137 311 299 993 600 000 000 000 000 000 000 000 000 000 000 000
Uma das peças centrais fixas geralmente é marcada com o logotipo do fabricante, como  'V'  em um cubo da V-Cube. Esta peça central pode ser orientada de quatro maneiras diferentes, o que aumenta o número de padrões por um fator de quatro a 7,80 × 10 160. Qualquer orientação da peça central fixa é geralmente considerada como resolvida.

## Solução
Uma estratégia envolve o agrupamento de peças de bordas semelhantes em tiras sólidas e centraliza em blocos de uma cor. Isso permite que o cubo seja rapidamente resolvido com os mesmos métodos que se usaria para um cubo 3 × 3 × 3. Como as permutações dos cantos, arestas centrais e centros fixos têm as mesmas restrições de paridade que o cubo 3 × 3 × 3, uma vez que a redução é concluída, os erros de paridade vistos em 4 × 4 × 4 e 6 × 6 × 6 não podem ocorrer o 7 × 7 × 7.
Outra estratégia é resolver primeiro as arestas do cubo. Os cantos podem ser colocados exatamente como estão em qualquer ordem anterior de quebra-cabeça de cubo, e os centros são manipulados com um algoritmo semelhante ao usado no cubo 4 × 4 × 4.

## Recordes
O tempo recorde mundial para uma única solução é de 1 minuto, 40,89 segundos, estabelecido por Max Park dos Estados Unidos em 1 de agosto de 2019 no CubingUSA Nationals 2019 em Baltimore, Maryland. A média recorde mundial de três resoluções também é mantida por Max Park, dos Estados Unidos, com um tempo de 1 minuto, 50,10 segundos, estabelecido no WCA World Championship 2019.